# فرنسيس لويس كاردوزو
فرنسيس لويس كاردوزو هو مدرس وكاهن وسياسي أمريكي، ولد في 1836 في تشارلستون في الولايات المتحدة، وتوفي في 22 يوليو 1903 في واشنطن العاصمة في الولايات المتحدة. نشط حزبياً في الحزب الجمهوري.